# 洛巴索韋
49°26′8″N 39°26′36″E / 49.43556°N 39.44333°E
洛巴索韋（烏克蘭語：Лобасове）是位於烏克蘭東部的村莊，由盧甘斯克州舊比利斯克區的馬爾基夫卡市鎮負責管轄。該村始建於1920年，面積1.8平方公里，海拔高度158米，2001年人口160，人口密度每平方公里88.7人。